# تپه ماشین زارم
تپه ماشین زارم مربوط به سده‌های اولیه دوران‌های تاریخی پس از اسلام - دوره سلجوقیان است و در شهرستان بروجرد، بخش مرکزی، دهستان شیروان، ۴۰۰ متری جنوب روستای زارم واقع شده و این اثر در تاریخ ۲۸ اسفند ۱۳۸۵ با شمارهٔ ثبت ۱۸۳۳۷ به‌عنوان یکی از آثار ملی ایران به ثبت رسیده است.